# Saint-Pierre-de-Chérennes
Pour les articles homonymes, voir Saint-Pierre.
Saint-Pierre-de-Chérennes est une commune française  située, géographiquement entre la vallée de l'Isère et le massif du Vercors, administrativement dans le département de l'Isère, en région Auvergne-Rhône-Alpes
Historiquement rattachée à l'ancienne province du Dauphiné durant l'Ancien Régime, Saint-Pierre-de-Chérennes fait partie de la communauté de communes de Saint-Marcellin Vercors Isère Communauté.
Cette commune, peu peuplée et essentiellement rurale, s'étend des noyeraies du Sud-Grésivaudan au secteur montagneux des Coulmes qui forme la bordure nord-ouest du massif du Vercors.
Ses habitants sont dénommés les Saint-Pierrois.

## Géographie

### Localisation
Le village se situe sur un plateau, à 370 m d'altitude. Au nord-ouest coule l'Isère, à 170 m. La partie sud-est de la commune fait partie du massif du Vercors, où l'altitude dépasse allègrement les 1 000 m.
Une partie du territoire de la commune s'étend dans la vallée de l'Isère. À vol d'oiseau, la commune se situe à 31 km à l'ouest de Grenoble et à 42 km au nord-est de Valence.

#### Description
Le territoire communal, à vocation essentiellement rurale, présente nombreuses noyeraies jusqu'aux vastes forêts de hétraies sapinière des Coulmes, dans le Massif du Vercors. Le bourg central se situe sur une éminence pour éviter les crues de l'Isère à mi-chemin entre ces deux espaces géographiques très différents.

### Communes limitrophes
| Saint-Sauveur      | Izeron                    |          |
|                    | Saint-Pierre-de-Chérennes | Rencurel |
| Beauvoir-en-Royans |                           | Presles  |

### Hydrographie
Le principal cours d'eau de la commune est l'Isère, un des principaux affluent du Rhône et dont le cours est situé à la limite occidentale du territoire de Saint-Pierre-de-Chérennes. Cette basse vallée, aux bordures nettes porte le nom de sud-Grésivaudan.
Le ruisseau des Cormes, affluent de l'Isère sépare le territoire de Saint-Pierre-de-Chérennes avec sa voisine Beauvoir-en-Royans.

### Climat
Pour des articles plus généraux, voir Climat d'Auvergne-Rhône-Alpes et Climat de l'Isère.
En 2010, le climat de la commune est de type climat océanique altéré, selon une étude du Centre national de la recherche scientifique s'appuyant sur une série de données couvrant la période 1971-2000. En 2020, Météo-France publie une typologie des climats de la France métropolitaine dans laquelle la commune est exposée à un climat de montagne ou de marges de montagne et est dans la région climatique Alpes du nord, caractérisée par une pluviométrie annuelle de 1 200 à 1 500 mm, irrégulièrement répartie en été.
Pour la période 1971-2000, la température annuelle moyenne est de 11,4 °C, avec une amplitude thermique annuelle de 18 °C. Le cumul annuel moyen de précipitations est de 1 169 mm, avec 9,5 jours de précipitations en janvier et 6,7 jours en juillet. Pour la période 1991-2020, la température moyenne annuelle observée sur la station météorologique de Météo-France la plus proche, « Chatte_sapc », sur la commune de Chatte à 7 km à vol d'oiseau, est de 12,0 °C et le cumul annuel moyen de précipitations est de 967,8 mm,. Pour l'avenir, les paramètres climatiques de la commune estimés pour 2050 selon différents scénarios d'émission de gaz à effet de serre sont consultables sur un site dédié publié par Météo-France en novembre 2022.

### Voies de communications et transports

#### Voies routières
Deux voies de grandes circulation :
- L'autoroute A49 permet un accès rapide au village depuis Grenoble ou Valence, grâce à un échangeur situé à 5 km au nord-ouest du territoire communal

 9 Saint-Marcellin
- La RD532 ou « RN 532 » est une ancienne route nationale française, déclassé en route départementale (RD 1532) . Celle-ci permet de relier Saint-Péray (Ardèche) à Grenoble (Isère) et traverse le territoire communal dans sa partie nord.

Le territoire de Saint-Pierre-de-Chérennes est également traversé par la route départementale n° 31 (RD31), qui permet d'accéder également aux hauteurs de la commune, notamment au lieu-dit le Faz, perché à 1 005 m d'altitude.

#### Transport
La gare ferroviaire la plus proche est la gare de Saint-Marcellin, laquelle est desservie par les trains TER Auvergne-Rhône-Alpes, en provenance de Valence-Ville et à destination de Genève-Cornavin, de Grenoble et de Chambéry-Challes-les-Eaux.

## Urbanisme

### Typologie
Au 1er janvier 2024, Saint-Pierre-de-Chérennes est catégorisée commune rurale à habitat dispersé, selon la nouvelle grille communale de densité à sept niveaux définie par l'Insee en 2022.
Elle est située hors unité urbaine. Par ailleurs la commune fait partie de l'aire d'attraction de Grenoble, dont elle est une commune de la couronne,. Cette aire, qui regroupe 204 communes, est catégorisée dans les aires de 700 000 habitants ou plus (hors Paris),.

### Occupation des sols
L'occupation des sols de la commune, telle qu'elle ressort de la base de données européenne d’occupation biophysique des sols Corine Land Cover (CLC), est marquée par l'importance des forêts et milieux semi-naturels (65,8 % en 2018), une proportion sensiblement équivalente à celle de 1990 (66,3 %). La répartition détaillée en 2018 est la suivante : 
forêts (58,3 %), prairies (12,8 %), zones agricoles hétérogènes (10,2 %), cultures permanentes (10 %), milieux à végétation arbustive et/ou herbacée (7,5 %), eaux continentales (1,2 %). L'évolution de l’occupation des sols de la commune et de ses infrastructures peut être observée sur les différentes représentations cartographiques du territoire : la carte de Cassini (XVIIIe siècle), la carte d'état-major (1820-1866) et les cartes ou photos aériennes de l'IGN pour la période actuelle (1950 à aujourd'hui).

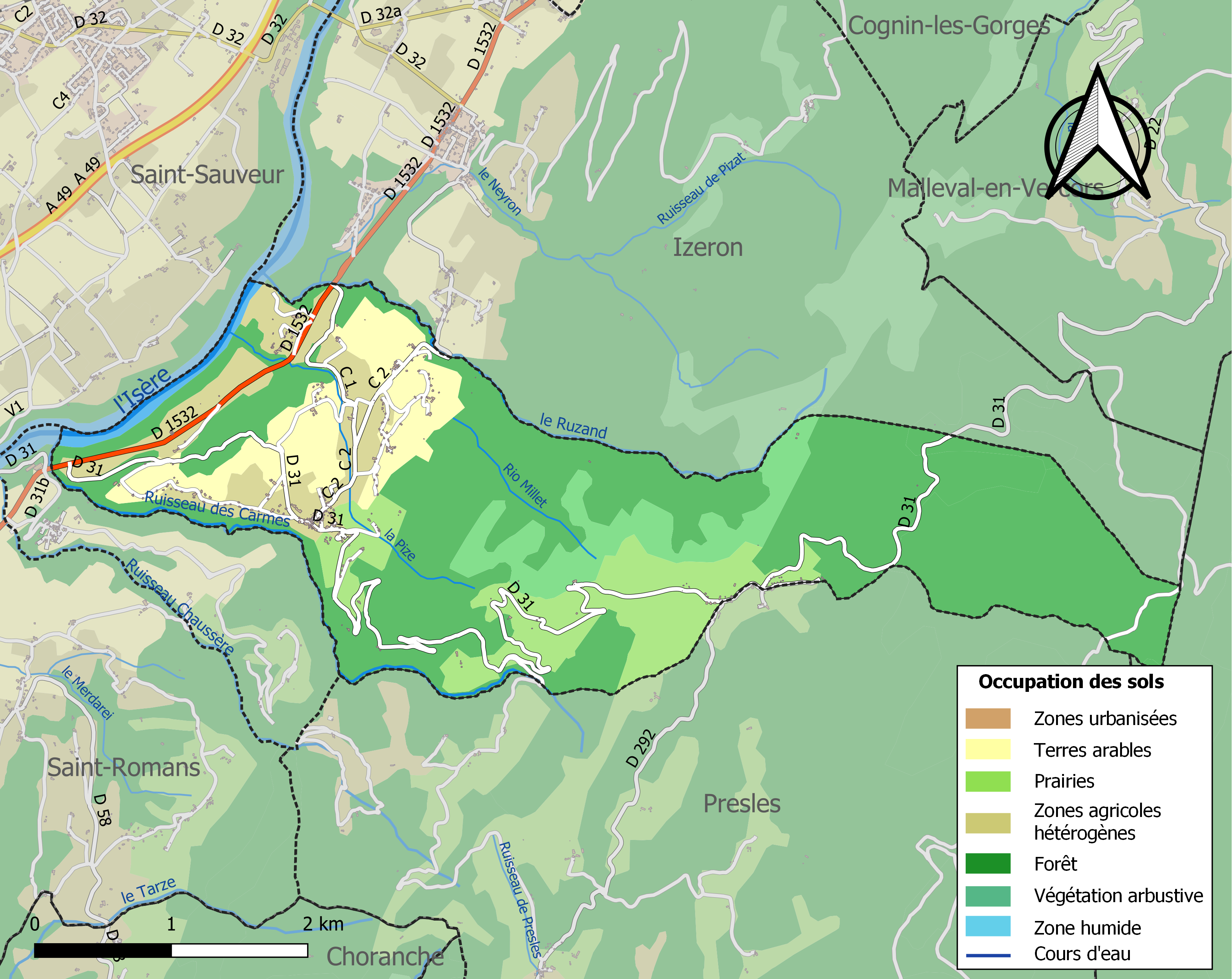
Carte des infrastructures et de l'occupation des sols de la commune en 2018 (CLC).

### Risques naturels et technologiques

#### Risques sismiques
L'ensemble du territoire de la commune de Saint-Pierre-de-Chérennes est situé en zone de sismicité n°4 (sur une échelle de 1 à 5), comme la plupart des communes de son secteur géographique, mais en lisère de la zone n°3.
| Type de zone | Niveau            | Définitions (bâtiment à risque normal) |
| ------------ | ----------------- | -------------------------------------- |
| Zone 4       | Sismicité moyenne | accélération = 1,6 m/s2                |

## Histoire

### Époque contemporaine

#### Le «suicide collectif» de 16 personnes
Dans la nuit du 15 au 16 décembre 1995, seize membres de l'Ordre du Temple solaire dont treize adultes et trois enfants de 2, 4 et 6 ans ont été immolés au lieu-dit « le trou de l'enfer », dans une clairière isolée d'un plateau situé au-dessus du bourg central.
L'enquête policière a déterminé que quatorze personnes avaient été tuées par une ou deux balles de pistolet, après avoir absorbé des sédatifs, puis incendiées à l'aide de white spirit. Le Procureur de Grenoble a alors ouvert une information judiciaire pour « assassinats » et « association de malfaiteurs », avec possibilité de complicité extérieure.

## Politique et administration

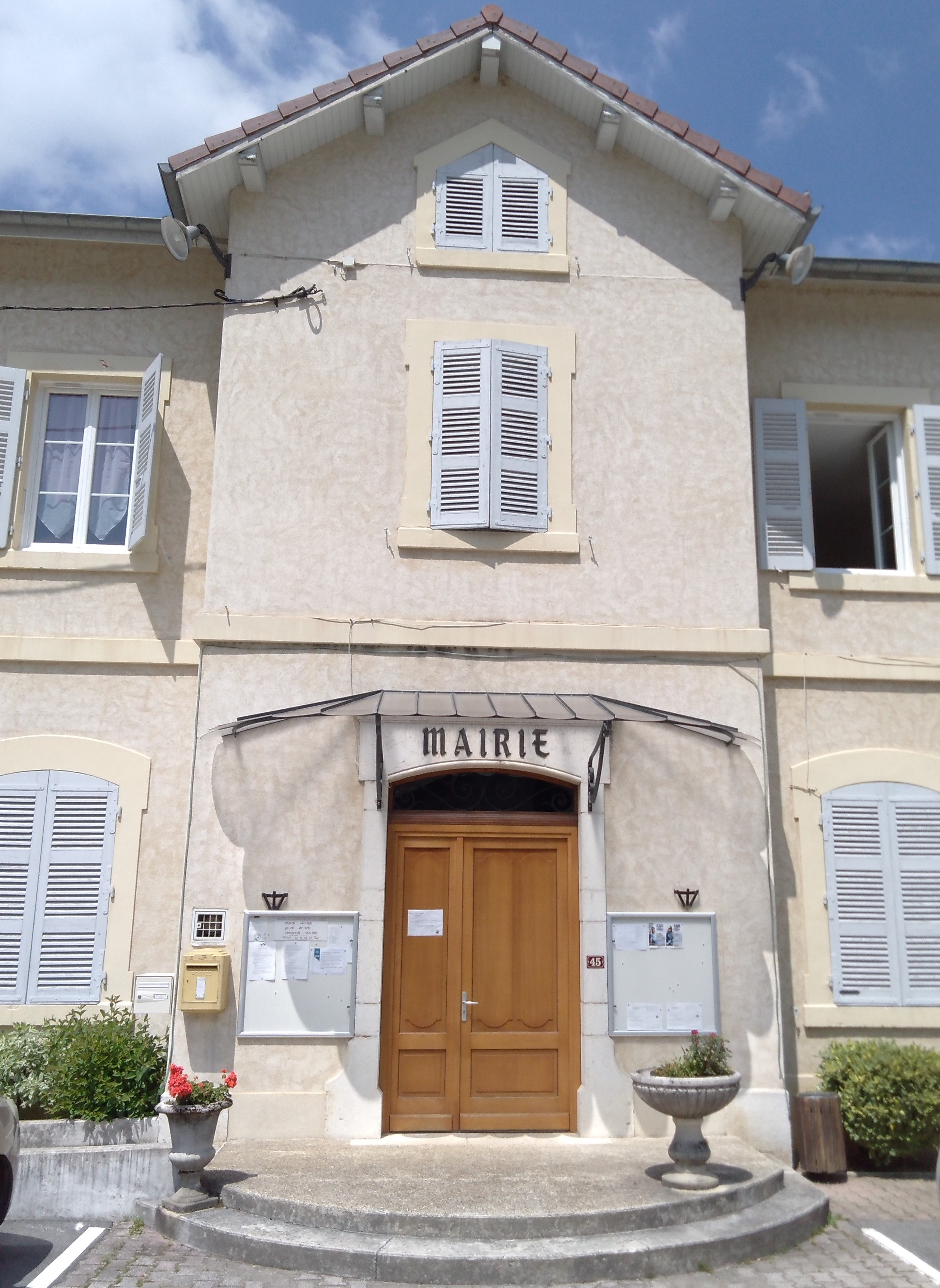
Mairie de Saint-Pierre de Chérennes (entrée)

### Administration municipale
Commune peuplée de moins de 500 habitants, le conseil municipal de Saint-Pierre-de-Chérennes est donc composé de onze membres (cinq femmes et six hommes) dont un maire, deux adjoints au maire et huit conseillers municipaux.

### Liste des maires
| Période                                  | Période  | Identité    | Étiquette | Qualité                    |
| ---------------------------------------- | -------- | ----------- | --------- | -------------------------- |
| mars 2001                                | En cours | André Romey | PS        | Retraité de l'enseignement |
| Les données manquantes sont à compléter. |          |             |           |                            |

## Population et société

### Démographie
L'évolution du nombre d'habitants est connue à travers les recensements de la population effectués dans la commune depuis 1793. Pour les communes de moins de 10 000 habitants, une enquête de recensement portant sur toute la population est réalisée tous les cinq ans, les populations de référence des années intermédiaires étant quant à elles estimées par interpolation ou extrapolation. Pour la commune, le premier recensement exhaustif entrant dans le cadre du nouveau dispositif a été réalisé en 2006.

En 2022, la commune comptait 467 habitants, en évolution de −0,21 % par rapport à 2016 (Isère : +3,07 %, France hors Mayotte : +2,11 %).
| 1793 | 1800 | 1806 | 1821 | 1831 | 1836 | 1841 | 1846 | 1851 |
| ---- | ---- | ---- | ---- | ---- | ---- | ---- | ---- | ---- |
| 426  | 430  | 532  | 474  | 495  | 481  | 498  | 517  | 492  |

| 1856 | 1861 | 1866 | 1872 | 1876 | 1881 | 1886 | 1891 | 1896 |
| ---- | ---- | ---- | ---- | ---- | ---- | ---- | ---- | ---- |
| 442  | 458  | 439  | 398  | 371  | 376  | 378  | 400  | 385  |

| 1901 | 1906 | 1911 | 1921 | 1926 | 1931 | 1936 | 1946 | 1954 |
| ---- | ---- | ---- | ---- | ---- | ---- | ---- | ---- | ---- |
| 353  | 340  | 353  | 285  | 268  | 257  | 246  | 273  | 265  |

| 1962 | 1968 | 1975 | 1982 | 1990 | 1999 | 2006 | 2011 | 2016 |
| ---- | ---- | ---- | ---- | ---- | ---- | ---- | ---- | ---- |
| 223  | 200  | 182  | 235  | 278  | 355  | 448  | 484  | 468  |

| 2021 | 2022 | - | - | - | - | - | - | - |
| ---- | ---- | - | - | - | - | - | - | - |
| 466  | 467  | - | - | - | - | - | - | - |

### Enseignement
La commune est rattachée à l'académie de Grenoble.

### Équipement culturel et sportif
La commune comporte des terrains de foot, pétanque, boule lyonnais, basket, tennis.

### Médias
Historiquement, le quotidien à grand tirage Le Dauphiné libéré consacre, chaque jour, y compris le dimanche, dans son édition du Sud Grésivaudan, un ou plusieurs articles à l'actualité du canton et de la communauté de communes, ainsi que des informations sur les éventuelles manifestations, les travaux routiers, et autres événements divers à caractère local.
La commune est située sur l'aire de diffusion de radio Ici Isère, une radio publique qui émet sur tout le territoire du département de l'Isère.

### Cultes
La communauté catholique et l'église de Saint-Pierre-de-Chérennes (propriété de la commune) sont rattachées à la paroisse Saint Luc du Sud Grésivaudan, elle-même rattachée au diocèse de Grenoble-Vienne.

## Culture locale et patrimoine

### Lieux et monuments
- Église Saint-Pierre de Saint-Pierre-de-Chérennes

### Personnalités liées à la commune
- Michel Ramos : artiste connu pour des œuvres sportives sur le bassin grenoblois [réf. nécessaire].
- Lucie Ramos : peintre iséroise depuis 2010.

### Héraldique
|  | Saint-Pierre-de-Chérennes possède des armoiries dont l'origine et le blasonnement exact ne sont pas disponibles. |